# Lanthanotidae
Lanthanotidae é uma família de répteis escamados pertencentes à subordem Sauria.
Esta família contém apenas 1 espécie (Lanthanotus borneensis) no género Lanthanotus.